# جمعية كشافة موزمبيق
جمعية كشافة موزمبيق هي المنظمة الكشفية الوطنية في موزمبيق، تأسست في عام 1960، وأصبحت عضوا في المنظمة العالمية للحركة الكشفية في عام 1999. وتعتبر الجمعية مختلطة ويوجد بها 15644 عضو اعتبارا من عام 2011. تقع في المدن الكبرى في معظم البلاد. الرئيس الكشفي هو ليوناردو أداموفتش وهو من بولندا، وبالتالي الزي جمعية كشافة موزمبيق يشبه زي جمعية كشافة بولندا، على الرغم من الاختلافات المناخية. قد تلاحظ بسهولة التشابه بين شعار موزمبيق الكشفي ووشعار بولندا الكشفي .
استضافت موزامبيق المخيم الخامس أفريقي في عام 2006، (والذي تم تأجيله أكثر من مرة واحدة).

## روابط خارجية
- الموقع الرسمي